# フーペイスクス類
フーペイスクス類（フーペイスクスるい、Hupehsuchia）は三畳紀に生息していた魚竜形類の水棲爬虫類。歯の退化した顎・平たい四肢・横方向に圧縮された紡錘形の体型・頑強な胴体と背面の装甲板・二又に伸びた神経棘などが特徴的な姿をしている。現在の中国・湖北省や江西省が主な産出地で、グループ名も湖北省(Hubei)に因んでいる。また隣接する安徽省から、類縁かつ最古級の魚竜型類ともされるカルトリンクスが産出しており、ともに魚竜の進化を探る手掛かりである。

## 発見
フーペイスクス類の最初の報告は1959年になされた。これは1956年に中国の地質調査隊が発見したもので、ナンチャンゴサウルスの学名が与えられている。だがフーペイスクス類という名称は、1972年の楊鍾健(C.C. Young)によるフーペイスクスの発表と共に提唱された。上記のように先代の研究者らにより研究自体はなされていたものの、近年まで本グループの解剖学的特徴や多様性は十分に周知されなかった。

## 分類
長らく保存状態の良い化石標本 (標本番号: IVPP V4070 など)を欠いていたことから、双弓類における分類上の立ち位置は不明瞭だった。1991年にはタイトルにてフーペイスクスを「謎めいた水棲爬虫類」と表現し、本文中でも「具体的な姉妹群の確立はできない」と記した論文も発表されている。また小学館が2004年に発行した図鑑『小学館の図鑑NEO 大むかしの生物』では、一時的に帰属不明だったナンチャンゴサウルスの標本 (標本番号: SSTM 5025)が「ポリダクティルス」と仮称され、海棲の両生類と分類されたこともある。標本番号: SSTM 5025は指の数が一般的な四肢動物よりも多い多指症(polydactyly)を示し、これはデボン紀に絶滅した両生類ないし再基盤の四肢動物(アカントステガなど)と酷似していた。 しかし2019年の論文において標本番号: SSTM 5025はナンチャンゴサウルス未定種と同定されている。三畳紀にはアファネランマに代表されるトレマトサウルス科の海棲両生類が生息していたものの、爬虫類のフーペイスクス類とは系統上の関係が薄い。
2015年のエレトモルヒピスの記載論文では、フーペイスクス類を新双弓類内においてホヴァサウルスよりも派生的かつ、魚竜形類と姉妹群を成すものと位置付ける系統仮説が発表された。
以下は魚竜形類との系統関係を示す。
|  | フーペイスクス |
|  |                |

| ''Nasorostra'' | \| \| カルトリンクス \| \| \| \| |
|                | \| \| カルトリンクス \| \| \| \| |
|                | 魚竜上目                         |
|                |                                  |
|                | カルトリンクス                   |
|                |                                  |

|  | カルトリンクス |
|  |                |

|  | フーペイスクス |
|  |                |

| ''Nasorostra'' | \| \| カルトリンクス \| \| \| \| |
|                | \| \| カルトリンクス \| \| \| \| |
|                | 魚竜上目                         |
|                |                                  |
|                | カルトリンクス                   |
|                |                                  |

|  | カルトリンクス |
|  |                |

## 説明

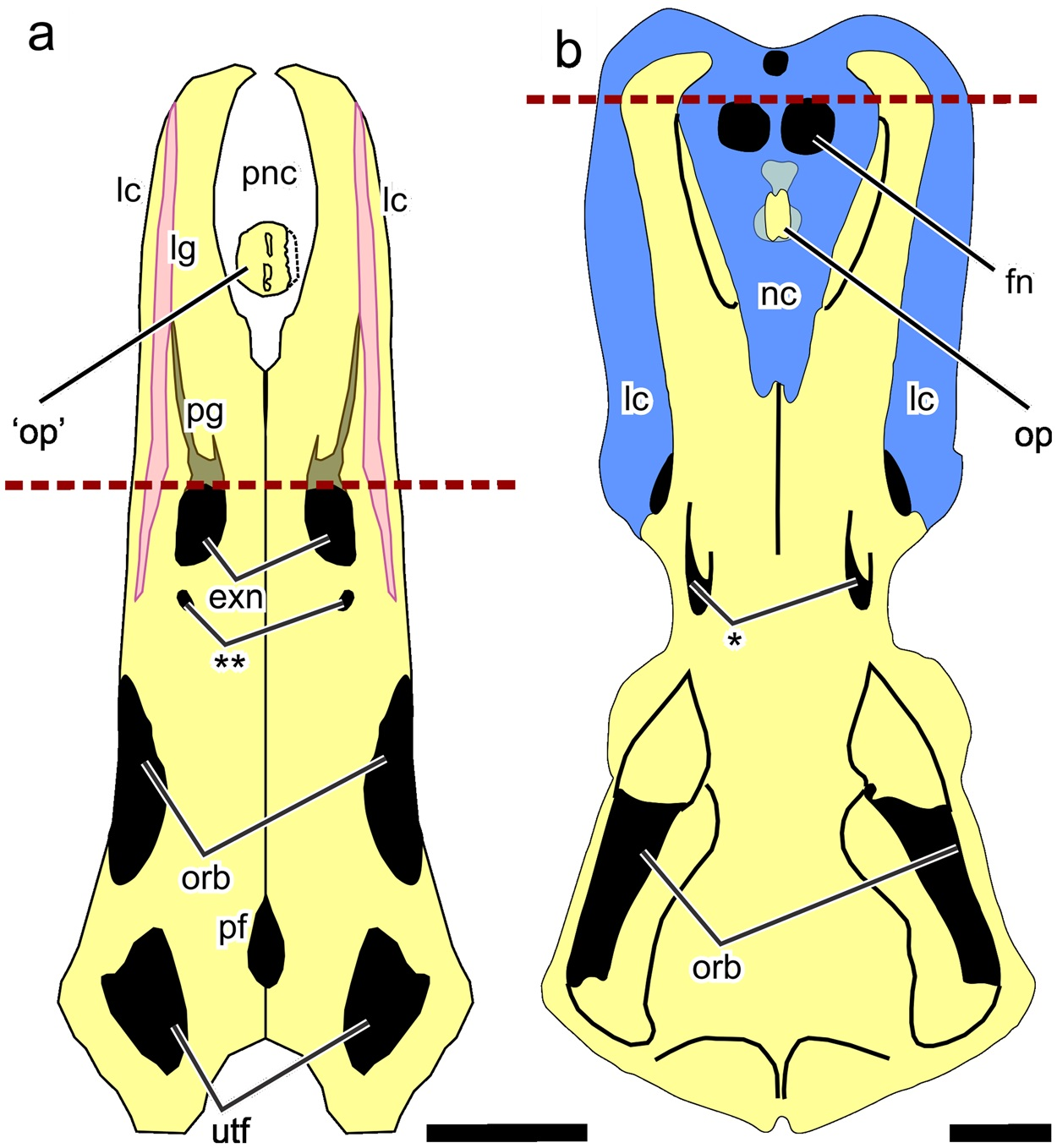
a.エレトモルヒピスの頭骨図
b.カモノハシの頭骨図
縮尺は1cm

### 食性
エレトモルヒピスは眼窩のサイズが相対的に小さく、現生のカモノハシとの共通点も見られることから、触覚に頼った採食行動をとっていた可能性がある。口元の軟組織が保存された標本が未発見なことから断言はできないものの、仮に触覚に頼っていた場合、この類いの有羊膜類の歴史を三畳紀前期まで遡らせることになる。

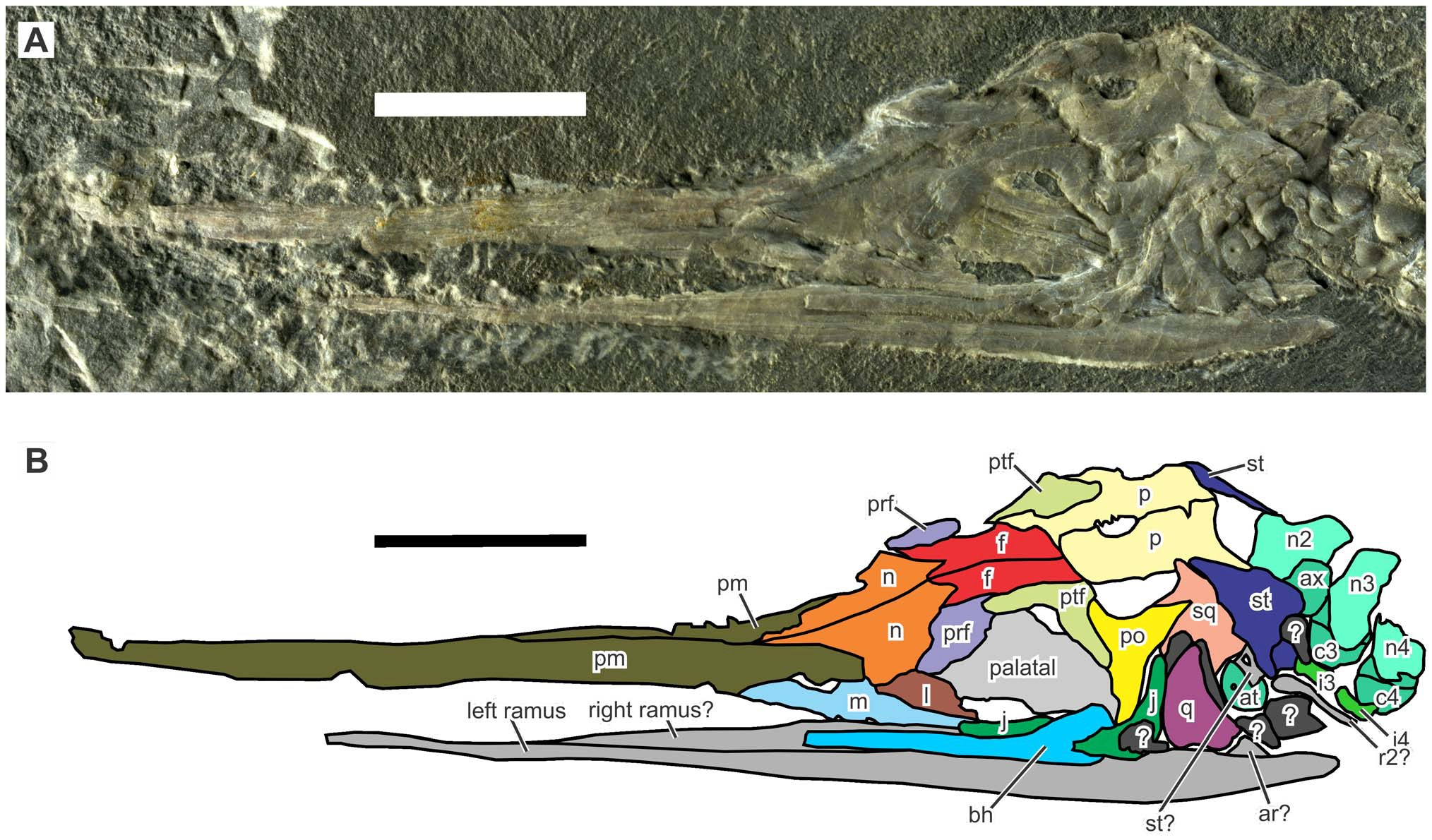
エオフーペイスクスの頭骨
頭骨図 (標本番号: WGSC V26003)
縮尺は1cm

他のフーペイスクス類はフウセンウナギ・ナガスクジラ科・ペリカンなどとの比較に基づき、突進型の濾過摂食だった可能性が指摘されている。推定された下顎骨の柔軟性は、ここを拡張することで喉袋も開くことが可能だったことを示している。仮に濾過食者だった場合、フーペイスクスはクジラ同様に大きな舌を用いて余分な海水を排出していたと推測されている。こうした排水が水中・海上のどちらで行われたかは分からない。突進型の濾過食者であった場合、こちらでも生命史において最古級の可能性が高い。ただし底生生物を餌とする底生食だった可能性は完全に否定されてはいない。

### 四肢

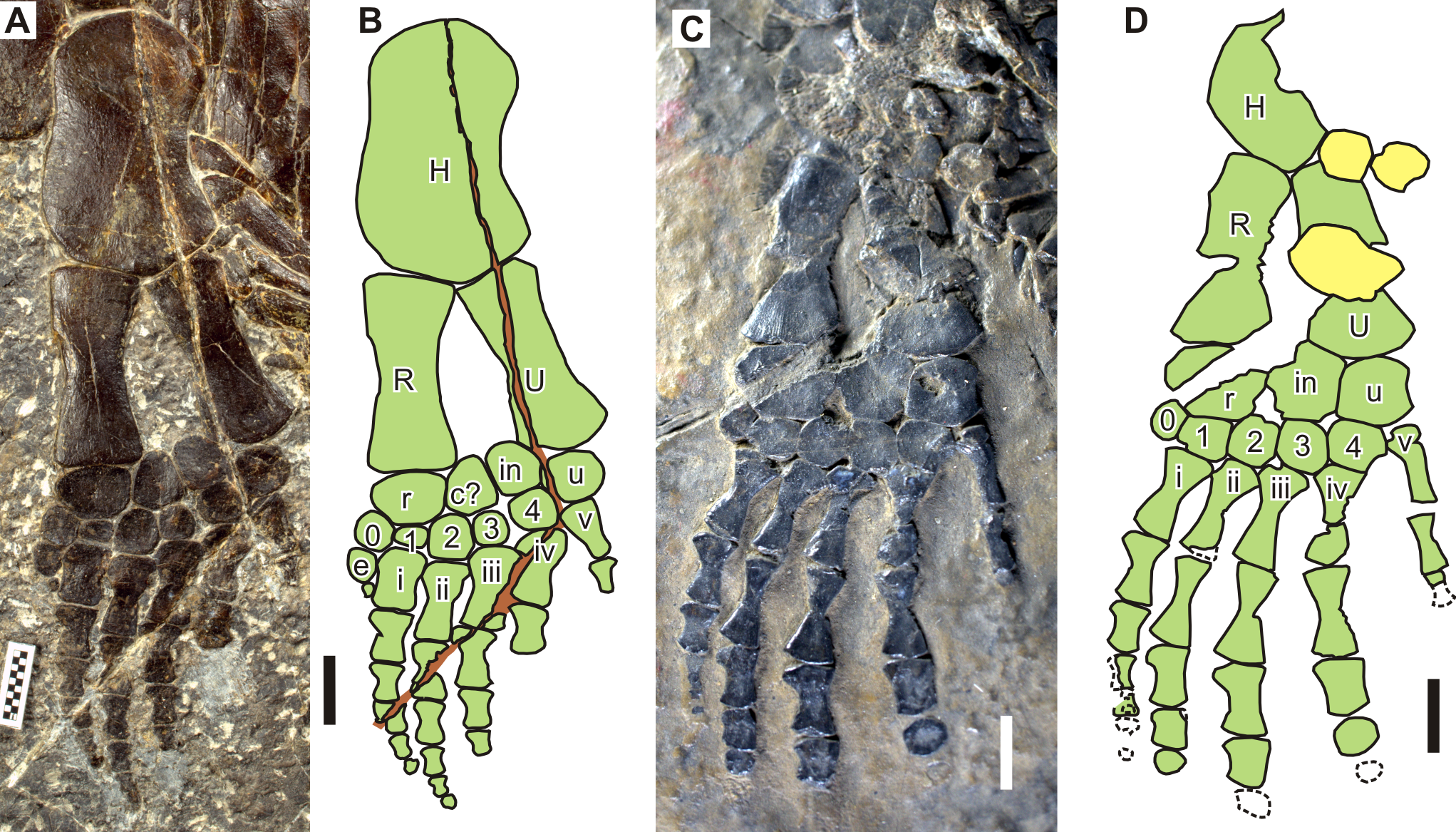
A・B. パラフーペイスクス(標本番号: WGSC 26005)
C・D.フーペイスクス(標本番号: IVPP V3232)の左前肢
縮尺は1cm

フーペイスクス類の四肢は基本的な作りこそ共通していたが、それぞれ変化に富んでいた。例えばエレトモルヒピスの前肢は扇形の櫂に似た形状の一方、パラフーペイスクスの前肢は尖った鰭状で、フーペイスクスは両者の中間の形状をしていた。これらは近縁の魚竜下目が皆、画一化の進んだフリッパー状の鰭をもつ点とは異なる。四肢の差異がフーペイスクスの多様化を可能とした可能性も指摘されている。

### 被食者としてのフーペイスクス類

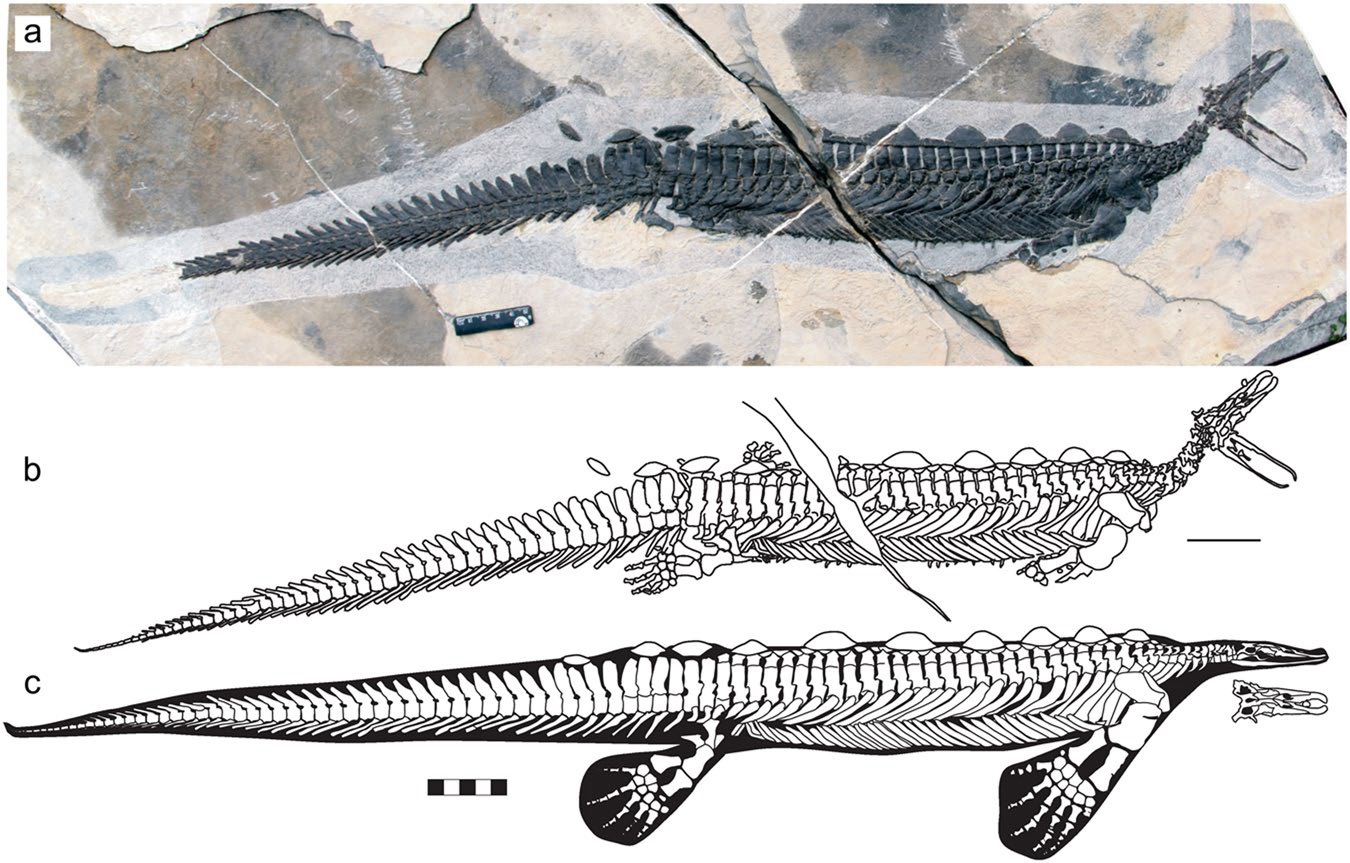
上.エレトモルヒピスの化石
下.同種の骨格図 (標本番号: YAGM V 1401)
縮尺は5cm

フーペイスクス類は概ね小型～中型の生物だった。グループ内最大のパラフーペイスクスも全長2メートルを下回ることから、当時の食物連鎖(food web)においては獲物として狙われることも少なくなかったと考えられている。明確な証拠として、守りを固めた胴体と2014年に報告された四肢の欠損が挙げられる。フーペイスクス類の胴体は背肋骨(Dorsal ribs)が前後に重なり、腹肋骨(Gastralia)も化石化に伴う変形こそあれど、やはり胴体を覆っていた可能性が高い。これらと背面の細かな鎧が組み合わさることで、フーペイスクス類の胴体は半ばカメの甲羅に近い形状をしていたと考えられている。背肋骨の重なりは胴体の可動性を損なうほどで、結果的にフーペイスクス類は遊泳時に尻尾のみに頼らざるをえなかった（四肢は動力となるには矮小すぎる）。比較的大きなパラフーペイスクスにも同様の堅牢な構造が見られることから、本種が発掘された南庄・元安動物群(Nanzhang-Yuan’an fauna)にも未発見ながら全長3～4メートルの偽竜類など(Eosauropterygian)が生息し、これに襲われていた可能性がある。
2014年に命名されたエオフーペイスクスの左前肢は埋没前に欠損した可能性があり、患部の様子から原因は捕食者の歯によるとされる。また他の部位が荒らされていないことから、死後に腐肉食動物が介入した可能性も低い。おそらくはハノサウルスのような大型のパキプレウロサウルス類に攻撃され、負傷しながら辛くも逃げ延びたものと推測されている。